# RNA-induced Silencing Complex

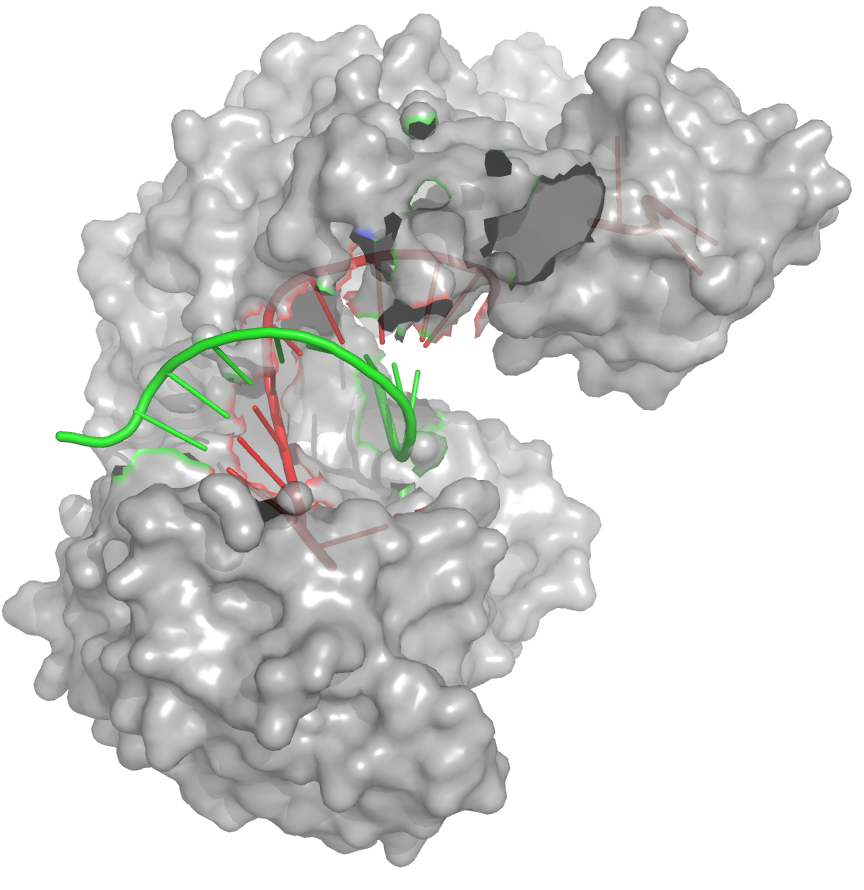
Argonautenprotein (grau) mit Leitstrang (rot) und abzubauendem Zielstrang (grün)

Der RNA-induced silencing complex (RISC) ist ein Komplex aus RNA und Proteinen. Bei der RNA handelt es sich um eine small interfering RNA (siRNA) oder microRNA (miRNA) und beim Proteinanteil um Proteine der Argonaut-Familie und auch weitere Proteine. Die Funktion des RISC liegt darin, die Produktion spezifischer Proteine auszuschalten (Gen-Knockout) oder zu verringern (Gen-Knockdown), indem er die für diese Proteine codierende mRNA abbaut oder ihre Translation hemmt. Dieser Prozess wird als RNA-Interferenz bezeichnet.

## Bildung des Komplexes
Die Zusammensetzung des Komplexes variiert je nach verwendeter interferierender RNA und RNA-Interferenzweg und kann sich zudem von Spezies zu Spezies unterscheiden. Für die grundlegenden Funktionen des RNA-induced silencing complex sind Proteine der Argonaut-Familie verantwortlich. Die Bildung des RNA-induced silencing complex an sich ist ein mehrstufiger Prozess und findet in den sogenannten P-Bodys im Zytosol statt.

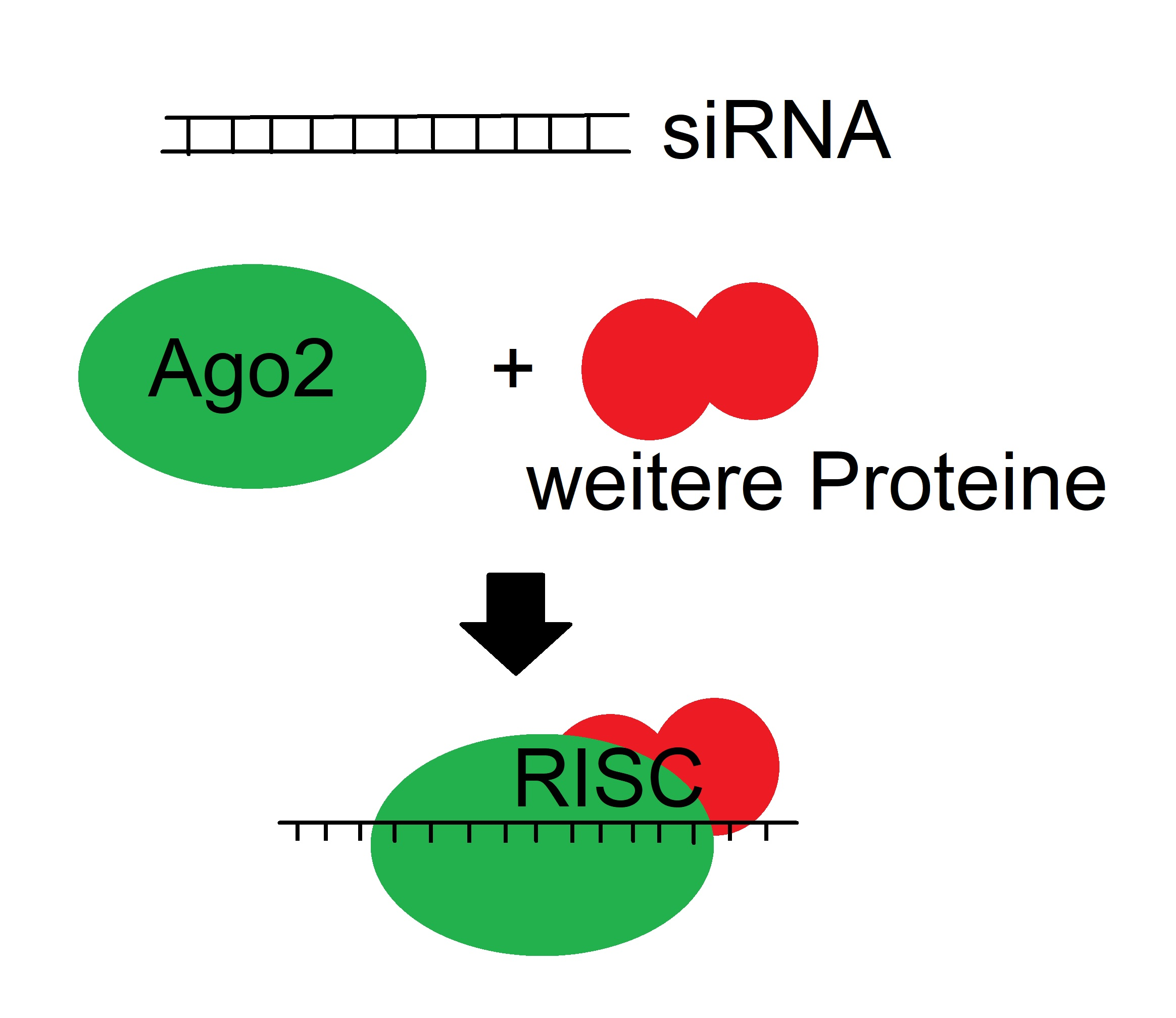
Der aktive RISC besteht aus dem Argonautenprotein Ago2, weiteren Proteinen und der einzelsträngigen siRNA.

Im ersten Schritt werden die durch Dicer von einer doppelsträngigen RNA abgeschnittenen 19 bis 23 Basenpaare umfassenden doppelsträngigen siRNA- oder miRNA-Moleküle an die Argonautenproteine des RNA-induced silencing complex übergeben. Dieser mit dsRNA beladene Komplex wird auch als Prä-RISC bezeichnet. Dabei wird angenommen, dass die für die Bildung interferierender RNA verantwortlichen Enzyme mit dem RNA-induced silencing complex interagieren und die Übergabe vermitteln. Die interferierende RNA kann ihrerseits indirekt steuern, auf welche Argonautenproteine sie übergeben wird. So konnte am Beispiel der Fruchtfliege Drosophila melanogaster gezeigt werden, dass zumindest in dieser die doppelsträngige und meist nicht perfekt gepaarte miRNA vom Dicer DCR1 mit der doppelsträngigen-RNA-Bindungsdomäne Loquacious (LOQS) an das Argonautenprotein AGO1 übergeben wird. Doppelsträngige perfekt gepaarte siRNA wird in Drosophila melanogaster hingegen von Dicer DCR2 mit der doppelsträngigen-RNA-Bindungsdomäne R2D2 an das Argonautenprotein AGO2 übertragen. Dank der direkten Übergabe interferierender RNA kann zudem sichergestellt werden, dass keine einzelsträngigen Abbauprodukte der mRNA in den RNA-induced silencing complex gelangen und so eine Fehlsteuerung der RNA-Interferenz verursachen.
In einem zweiten Schritt werden innerhalb des zuvor gebildeten Prä-RISC die Doppelstränge der gebundenen siRNA oder miRNA entwunden und gespalten. Der als Leitstrang bezeichnete RNA-Einzelstrang verbleibt im RNA-induced silencing complex, der in diesem Zustand Holo-RISC genannt wird, während der andere Strang den Komplex verlässt und abgebaut wird. Die Auswahl des Leitstrangs erfolgt dabei hochspezifisch. Im RNA-induced silencing complex verbleibt von den beiden möglichen Strängen doppelsträngiger interferierender RNA der Strang, der an seinem 5'-Ende eine geringere thermodynamische Stabilität aufweist.
Im dritten Schritt wird schließlich eine zum Leitstrang komplementäre Ziel-mRNA in den RNA-induced silencing complex eingebaut. Für die Bindung der Ziel-mRNA ist eine thermodynamische Stabilität des Leitstrang-mRNA-Komplexes am 5'-Ende des Leitstrangs von besonderer Bedeutung. Die Aufnahme der mRNA in den Komplex kann zudem durch an die mRNA gebundene Ribonukleoproteine beeinflusst werden. Diese können Bindungsstellen der mRNA blockieren oder sonst auf Grund von Sekundärstrukturen unzugängliche Bindungsstellen freigeben.

## Abbau der RNA
Die siRNA bzw. miRNA des RISC bindet, wie bereits genannt, an die korrespondierende Ziel-mRNA. Daraufhin wird durch Aktivierung des Argonaut-Proteins, das als Ribonuklease wirkt, die Ziel-mRNA bei perfekter Paarung abgebaut. Dies ist häufig bei siRNAs der Fall. Eine weitere Möglichkeit ist die Inhibition der Translation, was vorkommt, wenn die Paarung der Ziel-RNA nicht perfekt mit der des Leitstrangs übereinstimmt, wie es häufig bei miRNAs vorkommt. Für diese Funktion wird auch keine Ribonuklease-Aktivität benötigt. Dadurch wird die verfügbare Menge an bestimmter mRNA verringert, sodass auch das entsprechende Protein nur noch in geringen Mengen oder überhaupt nicht mehr produziert werden kann. Man könnte also sagen, dass der Informationstransport gehemmt wird. Dabei wirkt der RNA-Protein-Komplex als Enzym, kann also mehrfach hintereinander mRNAs abfangen und abbauen und auf diesem Wege die Effektivität eines Gens verringern oder abschalten.